# I raz, i dwa
I raz, i dwa (一一 Yi yi) – tajwańsko-japoński dramat filmowy z 2000 roku w reżyserii i według scenariusza Edwarda Yanga, skupiający się wokół zmagań inżyniera o imieniu NJ (Wu Nien-jen) i jego trójpokoleniowej tajwańskiej rodziny z klasy średniej w Tajpej.
I raz, i dwa miał swoją premierę w konkursie głównym na 53. MFF w Cannes, gdzie Yang zdobył nagrodę dla najlepszego reżysera. Obecnie dzieło Yanga uznawane jest za jeden z najważniejszych filmów XXI wieku.